# Pbv 301
Pbv 301（スウェーデン語: Pansarbandvagn 301の略）は、スウェーデンの装甲兵員輸送車。Strv m/41軽戦車からの改造により作成された車両であり、後継車両であるPbv 302が配備されるまで使用された。

## 開発
1950年代に入ると第二次世界大戦当時の設計であったTgbil m/42 KPは、路外機動力を欠き、装甲が薄く、とりわけオープントップであったため榴弾砲などの破片に対する防護に支障があった。他方、第二次世界大戦当時の軽戦車を余剰車両として抱えており、その再利用手段の一つとして
装甲兵員輸送車への改装が行われることになった。
十分な台数を保有していた戦車はStrv m/41のみであったため、これを改造することとなった。1959年より試作車両をヘグランド（スウェーデン語: Hägglunds）7両とランズベルク（スウェーデン語: Landsverk）3両の計10両を2社が競作したが、試験中の1960年6月に労働市場などを考慮してヘグランド案が採用された。
220両全てのStrv m/41が改造されることになり、1963年4月までに185両が標準型のPbv 301装甲兵員輸送車に、20両がPbv 3011装甲指揮車（スウェーデン語: Stridsledningspansarbandvagn）に、15両がPbv 3012装甲観測車（スウェーデン語: Eldledningspansarbandvagn）にそれぞれ改造された。

## 性能
エンジンは航空機用のエンジンであるスヴェンスカ・フリューグモートルB44に換装され、元のエンジンルームに兵員8名を収容した。兵員は後方あるいは上部のハッチを用いることが可能であった。
武装は機関銃を搭載可能とする計画もあったが、主砲としてJ21Rに搭載されていたボフォース製20mm機関砲 m/45を再利用することになった。
渡河能力は限定的であり、深さ1.5mまで対応しているものの、急流を越えることは困難であった。
アンテナは指揮車両を暴露しないために全車が4本装備していたが、後に通信装置のアップグレードによって指揮車両以外のアンテナ数が2本となり外見で区別がつくようになってしまった。

## 比較
|          | AMPV        | M113         | FV432        | Pbv 301     | 60式        | 63式         | 73式        |
| -------- | ----------- | ------------ | ------------ | ----------- | ----------- | ------------ | ----------- |
| 画像     |             |              |              |             |             |              |             |
| 全長     | 7.2 m       | 4.86 m       | 5.25 m       | 4.66 m      | 4.85 m      | 5.476 m      | 5.80 m      |
| 全幅     | 3.7 m       | 2.69 m       | 2.80 m       | 2.23 m      | 2.40 m      | 2.978 m      | 2.90 m      |
| 全高     | 3.1 m       | 2.50 m       | 2.28 m       | 2.64 m      | 1.70 m      | 2.58 m       | 2.21 m      |
| 重量     | 39 t        | 12.3 t       | 15.3 t       | 11.7 t      | 11.8 t      | 12.6 t       | 13.3 t      |
| 最大出力 | 600 hp      | 275 hp       | 240 hp       | 150 hp      | 220 hp      | 320 hp       | 300 hp      |
| 最高速度 | 61 km/h     | 64 km/h      | 52 km/h      | 45 km/h     | 45 km/h     | 65 km/h      | 60 km/h     |
| 乗員数   | 2名+兵員6名 | 2名+兵員11名 | 2名+兵員10名 | 2名+兵員8名 | 4名+兵員6名 | 2名+兵員13名 | 4名+兵員8名 |

## 運用
6個機甲旅団に配備されたものの、18個戦車大隊に行き渡る数はなく、各旅団で1個大隊を編成するにとどまった。
運用寿命は短く、1971年には全車両がPbv 302によって更新され、退役した。